# Ivanovo, Smolean
Ivanovo (în bulgară Иваново) este un sat în comuna Rudozem, regiunea Smolean,  Bulgaria. 

## Demografie
Componența etnică a satului Ivanovo
     Bulgari (87,09%)
     Nicio identificare (12,9%)
     Altele (0%)
La recensământul din 2011, populația satului Ivanovo era de 62 locuitori. Din punct de vedere etnic, majoritatea locuitorilor (87,09%) erau bulgari. Pentru 12,9% din locuitori nu este cunoscută apartenența etnică.